# اونپتر نپیریشه
اونپتر-نپیریشه پسر پهیر-اییشن دوم در سال ۱۲۴۰ پیش از میلاد برجای اونتش نپیریشیه که عمویش بود نشست. اونتش نپیریشه پسری نداشت و به همین علت اونپتر نپیریشه جانشین او شد. از اونپتر-نپیریشه اطلاعاتی در دست نیست. وی مدت مدیدی، فرمانروایی نکرده‌است و احتمالاً در سال ۱۲۳۵ پیش از میلاد برکنار شده‌است و برادرش کیتن-هوتران جای او را گرفته‌است.